# 友永健三
友永健三（ともなが けんぞう、1944年1月10日 - ）は、日本の人権活動家。部落解放・人権研究所名誉理事。

## 人物・来歴
大阪市生まれ。大阪市立大学文学部哲学科入学。大学在学中の1967年2月、部落解放運動に参加。同大学卒業。1982年2月、部落解放研究所理事に就任、1993年4月部落解放・人権研究所所長に就任。反差別国際運動（IMADR）事務局次長などを務める。大阪市立大学非常勤講師。部落差別の撤廃をはじめ、人権確立社会の実現に尽力。

## 著書
- 『平和・人権・平等への道』解放出版社, 1984.8
- 『部落解放と反差別国際連帯』解放出版社, 1987.7
- 『人権とは? 国際人権規約と日本』(人権ブックレット）部落解放研究所, 1989.10
- 『部落地名総鑑事件 その教訓と課題』(人権ブックレット）部落解放研究所, 1989.7
- 『水平社会をめざして 部落解放運動の新しい段階』部落解放研究所, 1992.9
- 『人権の21世紀へ 部落解放運動の挑戦』部落解放・人権研究所, 1998.9
- 『いま、改めて「部落地名総鑑」差別事件を問う』部落解放・人権研究所, 2006.7
- 『部落解放を考える 差別の現在と解放への探求』解放出版社, 2015.9

### 共編著
- 『グローバル時代の人権を展望する 日本と韓国の対話 衡平運動80周年記念国際学術会議から』金仲燮共編著, 高正子, 安聖民, 李嘉永 訳. 部落解放・人権研究所, 2004.3
- 『アジアの身分制と差別』沖浦和光,寺木伸明共編著. 部落解放・人権研究所, 2004.9
- 『これからの人権保障 高野眞澄先生退職記念』松本健男,横田耕一,江橋崇共編. 有信堂高文社, 2007.7
- 『部落史研究からの発信 第3巻(現代編)』渡辺俊雄共編著. 部落解放・人権研究所, 2009.7
- 『部落解放論の最前線 多角的な視点からの展開』朝治武,谷元昭信, 寺木伸明共編著. 解放出版社, 2018.12

## 論文
- <友永健三